# Transparence (cinéma)
Pour les articles homonymes, voir Transparence.
La transparence est un procédé mêlant dans un plan une projection de film à une prise de vues, employé en studio pour donner l’illusion de voir derrière les comédiens une scène — filmée auparavant — dont on veut faire croire qu’elle se déroule en même temps que le jeu des comédiens. 
En anglais, on parle de back projection, car la projection est effectuée par l’arrière (rétroprojection) sur un écran translucide. 

## Histoire
Dans les films primitifs, la seule façon d’obtenir ce résultat a été redécouverte par Georges Méliès. Le principe du cache peint existait avant les premiers films de cinéma. Chez le photographe humoriste, un panneau de bois portant un personnage dessiné grandeur nature, percé d'un trou à l'emplacement du visage par lequel le client passe la tête, est un cache : procédé assez grossier mais efficace dans l'effet recherché.
Méliès utilise des caches en velours noir, disposés dans le décor, qui lui permettent, en remettant la pellicule dans la caméra à son point de départ pour être déroulée une seconde fois, d’impressionner une autre image dans les parties noires (parties vierges sur le négatif). Il lui faut alors, pour ne pas sur-impressionner les parties déjà filmées, créer un contre-cache qu’il dispose méticuleusement selon la géométrie complémentaire des caches. C’est ainsi qu’il filme Gulliver en se rapprochant de lui et en mettant au-dessus de lui un cache noir. Il remonte le film à son point de départ puis enlève le cache et en découpe un autre qu’il place pour préserver l’image déjà filmée de Gulliver. Ce cache s’appelle le contre-cache. Dans la partie maintenant découverte, il filme un groupe de Lilliputiens en s’éloignant d’eux, pour donner l’illusion qu’ils sont des nains par rapport à Gulliver. 

Trucage du Voyage de Gulliver à Lilliput et chez les géants (reconstitution)
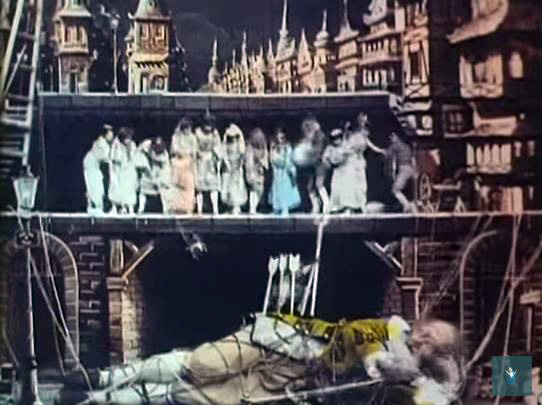
Le plan final truqué.
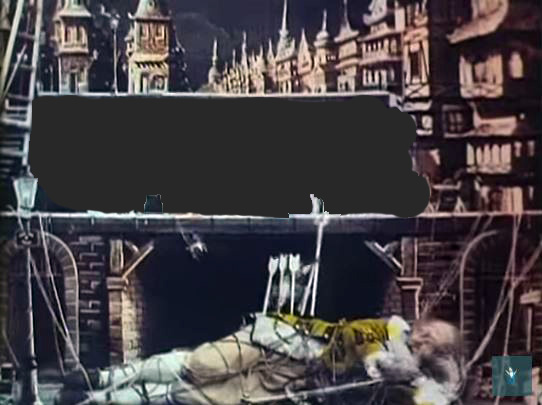
Premier passage de la pellicule dans la caméra : enregistrement du cache.
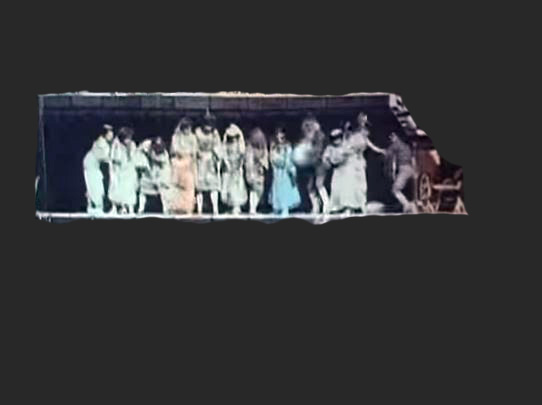
Second passage de la pellicule dans la caméra : enregistrement du contre-cache.

Un autre effet spécial est apparu en 1927 : c’est le Dunning (marque déposée) qui a fleuri pendant la période des films en noir et blanc. Le film que l’on veut placer derrière les comédiens est tourné normalement et on en tire un positif que l’on vire en jaune orangé. Ce film viré est chargé dans une caméra spéciale — celle qui doit filmer les comédiens — émulsion contre émulsion, avec un négatif vierge panchromatique. Le plateau où jouent les comédiens dans des éléments de décor est éclairé avec une lumière jaune orangée la plus proche possible de la teinte qui a été utilisée pour colorer le positif du film tourné auparavant. Une seule exception : le fond derrière les comédiens est éclairé en bleu-violet, qui est la couleur complémentaire du jaune-orangé. Le film positif viré au jaune-orangé laisse passer sur le négatif l’image des comédiens et des éléments du décor, éclairés de la même teinte que lui. En revanche, il absorbe le fond bleu-violet dont l’image, ainsi filtrée, n’arrive pas jusqu’au négatif. À sa place est enregistré le film positif. L’image que contient ce film positif remplace donc le fond éclairé en bleu-violet,. On comprend facilement pourquoi ce procédé n'a pas survécu à l'arrivée de la couleur.
La transparence permettait de ne pas être prisonnier d’un cache et de son contre-cache, difficiles à créer sur un plateau et autorisait les prises de vues en couleur. Cet effet spécial était surtout utilisé pour montrer une route ou une rue vues à travers la vitre arrière ou le pare-brise d’un véhicule fixe installé sur un plateau, ou un paysage passant derrière les fenêtres d’une voiture de chemin de fer reconstituée en studio. Ce mélange pouvant concerner une rivière, ou la mer, ou l’espace, un cavalier sur un vrai cheval galopant sur un tapis roulant, ou incorporer au plan un élément dangereux (animal sauvage, incendie, etc.), ou, comme chez Méliès, assembler de faux géants à de faux nains minuscules.
La partie qui permettait de voir à travers elle cette image, fenêtre, pare-brise, hublot, cockpit et autres ouvertures, était appelée en jargon du cinéma français une « découverte ».

## Description

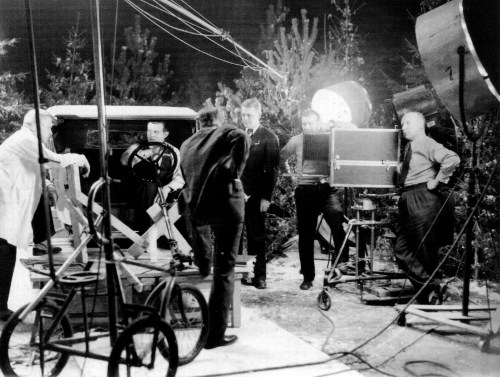
Préparation d’une transparence : l’auto n'est plus qu'un habitacle sans roues, sans moteur. Sur cette photo de 1936, on ne voit pas l’écran.

Caméra argentique et appareil de projection sont face à face, dans un alignement presque parfait ; l’écran translucide est disposé entre eux. L’appareil de projection est chargé d’un film argentique représentant l’objet, le décor ou le paysage en mouvement que l’on veut filmer en même temps que les comédiens installés devant l’écran. Ce film a fait l’objet d’un tournage spécial effectué par la seconde équipe. Les moteurs électriques des deux appareils sont des moteurs synchrones et ils sont « interlockés », comme on le dit par anglicisme, c’est-à-dire que leur obturateur respectif se ferme et s’ouvre exactement en même temps que celui de l’autre appareil. Le directeur de la photographie doit régler les lumières sur les comédiens en fonction de la projection arrière qu’il ne faut pas éclairer, et le cadreur doit veiller à éviter un alignement trop parfait caméra-appareil de projection, qui provoquerait au centre de la transparence une zone anormalement claire, liée au filament de l’ampoule électrique ou de l'arc qui équipe l'appareil de projection. 

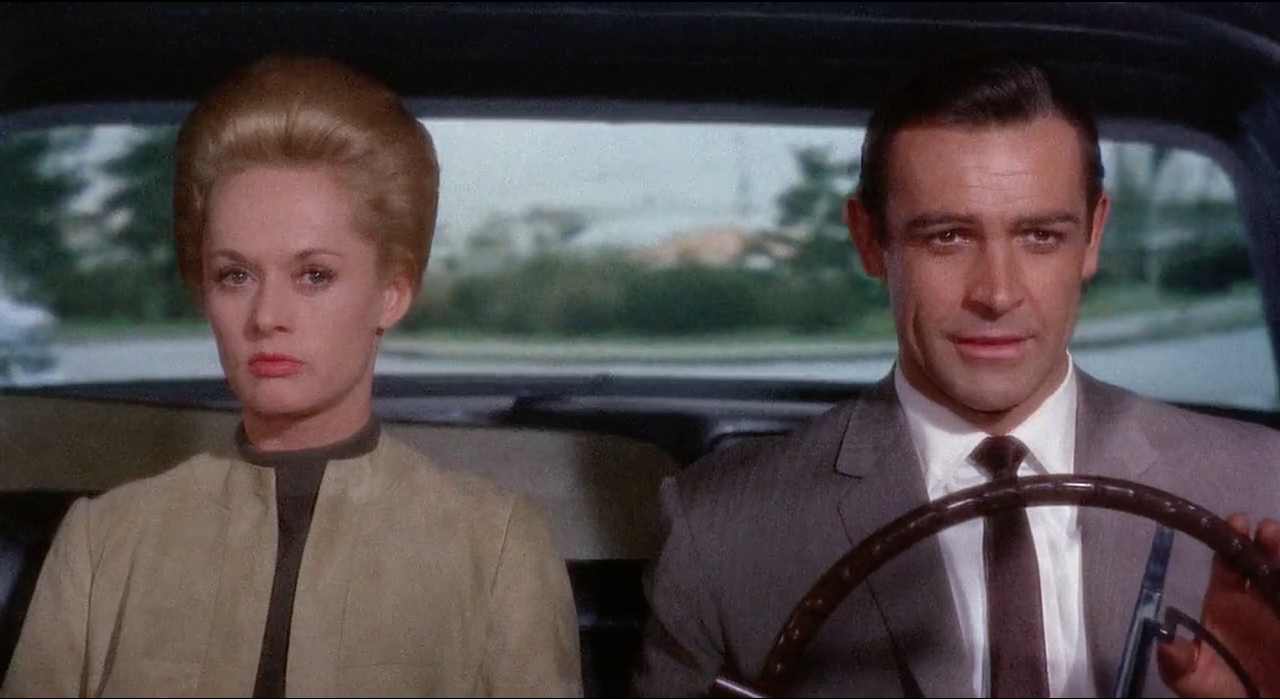
Tippi Hedren et Sean Connery en voiture dans Pas de printemps pour Marnie (1964).

Pour une scène de voiture à cheval ou à moteur, la reconstitution du véhicule est souvent incomplète, notamment lorsque l’on filme de près le conducteur ou les passagers, l’avant du véhicule est absent pour permettre une prise de vues confortable, une prise de son correcte et ne pas gêner l’éclairage. L’habitacle de ce véhicule, amputé de ses roues, est installé sur un système de portage monté sur ressorts, qui permet aux machinistes chargés de cet effet, de le secouer plus ou moins fortement pour augmenter l’illusion d’un véhicule roulant réellement sur une route (ou naviguant sur un océan, lorsqu’il s’agit d’un bateau filmé en studio).
Pour renforcer encore cette illusion, les éclairagistes font passer des branches devant certains projecteurs, provoquant les ombres des arbres le long desquels roulerait le véhicule. Ils appellent cette opération « faire des chochottes » ! Pour les scènes de nuit, ils déplacent des éclairages sur les côtés pour signaler le passage du véhicule devant des lampadaires ou des croisements d’autres voitures. Ces leurres rendent parfaitement plausibles ce type de transparences. Un plan maritime sera accompagné de jets de seaux d’eau sur les comédiens par les machinistes ou le technicien des effets spéciaux.

## Utilisations spécifiques

### The Plainsman
L’historien du cinéma Maurice Bessy explique une utilisation exceptionnelle qu’en a fait le réalisateur Cecil B. DeMille pour son film Une aventure de Buffalo Bill (The Plainsman), tourné en 1936, avec Gary Cooper. Une séquence décrit sur une île le siège d’une troupe de soldats et d’éclaireurs par quelques milliers d’Indiens devant traverser la rivière. La difficulté de cette séquence était de synchroniser des actions de cascadeurs (les cavaliers indiens s’approchent et certains sont tués) avec en premier plan les assiégés faisant feu ou parfois étant eux-mêmes touchés. 
DeMille a tourné en extérieur naturel, avec deux caméras l’une à côté de l’autre, des plans où les cascadeurs passaient latéralement devant les caméras et en faisant feu en leur direction, et d’autres où certains étaient tués et tombaient de leur monture.
Plus tard, en studio, un décor représentant le lieu du siège avait été construit et au fond, deux écrans translucides y étaient installés, dont la séparation était dissimulée par un arbre judicieusement placé. Les plans dans lesquels certains des assiégés étaient abattus ou au contraire tuaient des assiégeants sont tournés avec les seuls assiégés, vus de dos. La projection des plans d’Indiens permettait aux comédiens de répéter leur action et de la synchroniser avec la charge de cavaliers déjà filmée. Si l’un d’entre eux se trompait, il suffisait de faire une autre prise avec au fond la même action projetée de nouveau. Les comédiens pouvaient ainsi « mourir » au bon moment, quand un Indien faisait feu dans leur direction, et inversement, ils tiraient au bon moment et dans la bonne direction sur le prochain cavalier qui était désigné pour mourir. On imagine mal effectivement comment des plans aussi complexes auraient pu être tournés rapidement s’il avait fallu coordonner au porte-voix le premier plan des assiégés et en face d’eux les centaines de cavaliers, dans le bruit de la cavalcade, les hennissements, les cris et les coups de feu.

### L’Homme qui en savait trop(1956)
Alfred Hitchcock semblait aimer les défis que posait l’usage de la transparence, mais c’était toujours pour obtenir des plans étonnants. Ainsi, dans la seconde version de L’Homme qui en savait trop, il avait prévu lors de l’attentat manqué au Albert Hall un plan où l’on voit de face le chef d’orchestre Bernard Hermann — derrière lui, on voit le public —  dirigeant la cantate Orage et nuages du compositeur australien Arthur Benjamin, et en premier plan les grandes cymbales qu’un instrumentiste s’apprête à percuter pour jouer l’unique note de sa partition, un grand crash que des terroristes ont décidé d’utiliser pour couvrir le coup de feu destiné à tuer un dirigeant politique. 
- L’Homme qui en savait trop

La profondeur de champ exigée par ce plan était énorme : des 60 cm qui séparent les cymbales de la caméra à une dizaine de mètres pour les premiers rangs du public. Un seul type d’objectifs permettait une telle profondeur de champ : l’objectif grand angle. Mais cet objectif à l’inconvénient de déformer l’image des objets placés près de sa lentille frontale, « les deux cymbales en auraient perdu leur forme circulaire et l’effet aurait sombré dans le ridicule. Hitchcock a choisi de faire un plan composite, un plan truqué composé de deux éléments. Les cymbales, tenues à gauche et à droite de la caméra comme deux œillères, ont été filmées en studio devant une transparence, un écran translucide sur lequel on a projeté par l’arrière un plan tourné auparavant, montrant l’orchestre de dos et son chef de face, tout comme le public assis derrière lui. La mise au point était obtenue aussi bien sur les cymbales que sur l’écran placé juste derrière, et la profondeur de champ a été reconstituée de cette manière. »

### La Mort aux troussesetLes Cheyennes
Mais dans La Mort aux trousses, l’emploi de la transparence pour la scène de l’attaque de l’avion n’était pas un choix du réalisateur mais une nécessité de contrat. Il n’était pas question qu’une des stars du cinéma hollywoodien, Cary Grant soit visée par un avion qui serait passé en rase-mottes au-dessus de sa tête et de celles de l’équipe assemblée. Lorsqu'il est mitraillé au moment du premier passage de l’avion, il joue en studio devant un écran, l’avion a été filmé séparément et son image projetée sans risque ni pour la star ni pour l’équipe de prise de vues.
Pour des raisons semblables de sécurité, dans Les Cheyennes, la rencontre qui va sceller une paix durable entre le secrétaire des Affaires intérieures, incarné par Edward G. Robinson, et les deux chefs cheyennes, résultat de pourparlers antérieurs du capitaine Thomas Archer (Richard Widmark), devait se dérouler dans un désert brûlant. Mais l'état de santé de John Ford lui-même (70 ans à l'époque) et celle d'Edward G. Robinson (même âge), ont interdit leur déplacement dans cet environnement hostile. La séquence a donc été interprétée en studio, devant une transparence où était projetés des plans tournés par l'assistant-réalisateur Ray Kellogg, montrant les soldats assiégeant les fuyards et prêts à les affronter. Une légère instabilité de ces images révèle la transparence.

### Pas de printemps pour Marnie
Le désir d’exprimer par des cadrages les émotions des personnages était fondamental chez Hitchcock. À preuve la séquence de Pas de printemps pour Marnie (1964), dans laquelle Tippi Hedren fait une chute avec son cheval, qu’elle adore mais qu’elle va être forcée d’abattre car il s’est fracturé une jambe. La chute est décomposée en onze plans dont plusieurs sont filmés via une transparence, notamment les gros plans sur Marnie, désarçonnée et projetée en l’air et qui sont à la fois prévus pour allonger le temps de cette chute et la montrer telle qu’elle est vécue intérieurement par Marnie. 
- Pas de printemps pour Marnie

Pourquoi le découpage de cette séquence en onze plans, qui semble excessif ? « Hitchcock a voulu la traiter à la vitesse psychologique qui prévaut dans un accident. Quiconque est tombé de cheval a ressenti cette élongation étonnante du temps. La chute est vécue au ralenti. En réalité, c’est le cerveau qui s’emballe, il se met à travailler très vite, essayant de rassembler tous les paramètres de l’événement pour mieux l’analyser et trouver les réponses – mais il est trop tard – et l’abondance des informations à traiter est telle que l’impression est celle d’un temps dilaté. Le choc final, très bref, en est d’autant plus rude! » Cet effet a beaucoup vieilli et ne manque pas de faire sourire — et même rire ouvertement — le public jeune.

## Transflex
Depuis 1960, un autre procédé plus performant a été mis au point, qui est la projection frontale (Transflex est une marque déposée). Pour bien comprendre ce procédé, un rapprochement bien parlant doit être évoqué avec un procédé maintenant bien connu : le prompteur, utilisé aussi bien par les journalistes de télévision que par toute personne amenée à prononcer un discours long ou difficile. Sauf que si la projection frontale utilise le même phénomène, la finalité est exactement l’inverse. 
- Dans le cas du prompteur, sous la caméra, un texte défile et son image est perçue par la personne visée grâce à un miroir sans tain à 45°, tourné vers elle, à travers lequel la caméra filme cette personne. Le miroir sans tain ne gêne pas la vision de la caméra, mais en revanche la personne qui lit voit, à la place de l’objectif de la caméra, le texte qu’elle doit lire s’afficher sur le miroir. Le spectateur croit que cette personne regarde dans sa direction, alors qu’en fait elle lit son texte.

- Dans le cas de la projection frontale, sous la caméra est installé un appareil de projection qui projette le film censé se dérouler derrière les comédiens, devant l’objectif de la caméra, sur un miroir sans tain dirigé vers cet objectif. La caméra voit aussi bien ce film enregistré que les comédiens qu’elle filme en direct. Le seul réglage délicat consiste à équilibrer en puissance les deux éclairages (appareil de projection et plateau) afin que la scène projetée ne soit pas vue en transparence à travers les comédiens. L’avantage étant que la scène projetée l’est sur une petite surface facile à régler en intensité (le miroir sans tain), alors que la transparence classique nécessite une projection à forte lumière pour un écran translucide moyen ou de grande ou très grande surface que le moindre éclairage mal dirigé estompe complètement.

## Incrustation

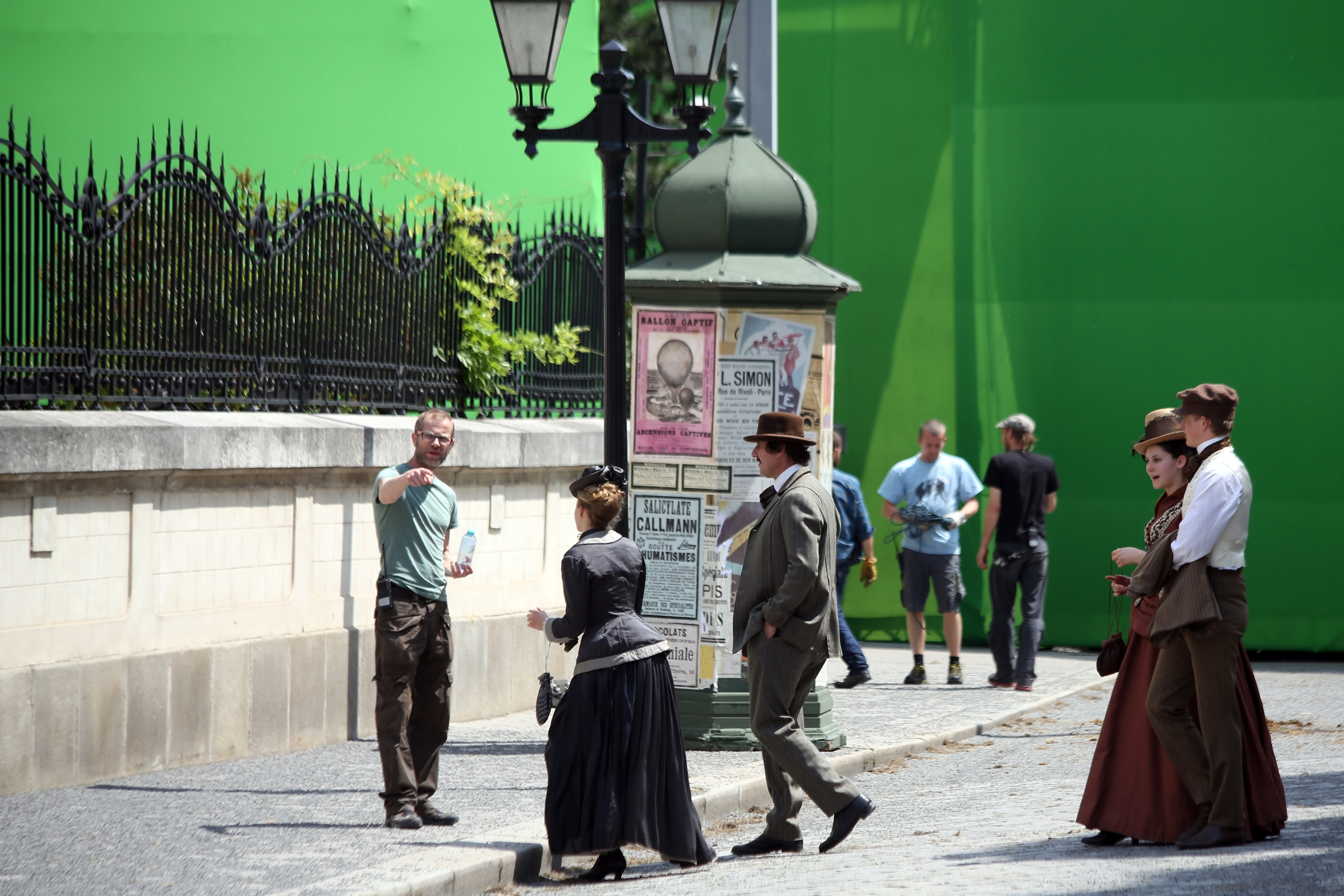
Pour ce film en costumes de la fin du XIXème siècle, des écrans verts (éclairés par le soleil) ont été dressés pour cacher la circulation automobile au-delà de la rue choisie comme plateau. Une maquette de bâtiments anciens leur sera substituée.

Le cache/contre-cache fixe de Méliès a donné naissance au cache/contre-cache mobile (en anglais travelling matte) qui permettait, en créant photographiquement (et non sur le plateau avec du velours noir ou du borniol) le cache et son contre-cache différent d’un photogramme à l’autre. L’écran bleu, puis orange, a été utilisé pour être disposé derrière les personnages, puis remplacé par un décor construit en maquette ou un dessin précis.
Avec les caméras numériques, l’écran vert s’est généralisé, mais une autre couleur peut être utilisée si elle n’est pas en contradiction avec les couleurs portées par les premiers plans, comédiens ou autres (suppression par sélection chromatique).